# 2020 w filmie
Wydarzenia filmowe w 2020 roku.

2020 w filmie to 132. rok w historii kinematografii.

## Wydarzenia
- 5 stycznia – 77. ceremonia wręczenia Złotych Globów
- 19 stycznia – 26. ceremonia wręczenia nagród Gildii Aktorów Ekranowych
- 2 lutego – 73. ceremonia wręczenia nagród Brytyjskiej Akademii Filmowej
- 9 lutego – 92. ceremonia wręczenia Oscarów
- 20 lutego–1 marca – 70. Międzynarodowy Festiwal Filmowy w Berlinie
- 28 lutego – 45. ceremonia wręczenia Cezarów
- 2 marca – 22. ceremonia wręczenia Orłów
- 14 marca – 40. rozdanie nagród Złotych Malin
- 1 kwietnia – 9. ceremonia wręczenia Węży
- 12-23 maja – 73. Międzynarodowy Festiwal Filmowy w Cannes (odwołany)
- 2-12 września – 77. Międzynarodowy Festiwal Filmowy w Wenecji
- 8–12 grudnia – 45. Festiwal Polskich Filmów Fabularnych w Gdyni (w trybie online)
- 12 grudnia – 33. ceremonia wręczenia Europejskich Nagród Filmowych

## Premiery
| Miesiąc     | Data                      | Tytuł                                                       | Państwo                  | Reżyseria                                                                                  |
| ----------- | ------------------------- | ----------------------------------------------------------- | ------------------------ | ------------------------------------------------------------------------------------------ |
| Styczeń     | 3 stycznia 2020(dts)      | The Grudge: Klątwa                                          | USA                      | Nicolas Pesce                                                                              |
| Styczeń     | 3 stycznia 2020(dts)      | Jak zostałem gangsterem. Historia prawdziwa                 | Polska                   | Maciej Kawulski                                                                            |
| Styczeń     | 3 stycznia 2020(dts)      | Wszystko dla mojej matki                                    | Polska                   | Małgorzata Imielska                                                                        |
| Styczeń     | 6 stycznia 2020(dts)      | Lepsza połowa                                               | Polska                   | Kristoffer Rus, Mariusz Kuczewski i Artur Żmijewski                                        |
| Styczeń     | 10 stycznia 2020(dts)     | Mayday                                                      | Polska                   | Sam Akina                                                                                  |
| Styczeń     | 10 stycznia 2020(dts)     | Archiwista                                                  | Polska                   | Maciej Żak i Robert Wichrowski                                                             |
| Styczeń     | 10 stycznia 2020(dts)     | Głębia strachu                                              | USA                      | William Eubank                                                                             |
| Styczeń     | 10 stycznia 2020(dts)     | Jak boss                                                    | USA                      | Miguel Arteta                                                                              |
| Styczeń     | 13 stycznia 2020(dts)     | Radio, kamera, akcja!                                       | Polska                   | Tomasz Knittel                                                                             |
| Styczeń     | 17 stycznia 2020(dts)     | Psy 3. W imię zasad                                         | Polska                   | Władysław Pasikowski                                                                       |
| Styczeń     | 17 stycznia 2020(dts)     | Bad Boys for Life                                           | USA                      | Adil El Arbi i Bilall Fallah                                                               |
| Styczeń     | 17 stycznia 2020(dts)     | Doktor Dolittle                                             | USA                      | Stephen Gaghan                                                                             |
| Styczeń     | 17 stycznia 2020(dts)     | Upadek Grace                                                | USA                      | Tyler Perry                                                                                |
| Styczeń     | 24 stycznia 2020(dts)     | Dżentelmeni                                                 | USA i Wielka Brytania    | Guy Ritchie                                                                                |
| Styczeń     | 31 stycznia 2020(dts)     | Sekcja rytmiczna                                            | USA i Wielka Brytania    | Reed Morano                                                                                |
| Styczeń     | 31 stycznia 2020(dts)     | Małgosia i Jaś                                              | Irlandia, Kanada i USA   | Oz Perkins                                                                                 |
| Luty        | 7 lutego 2020(dts)        | 365 dni                                                     | Polska                   | Barbara Białowąs i Tomasz Mandes                                                           |
| Luty        | 7 lutego 2020(dts)        | Ptaki Nocy (i fantastyczna emancypacja pewnej Harley Quinn) | USA                      | Cathy Yan                                                                                  |
| Luty        | 12 lutego 2020(dts)       | Do wszystkich chłopców: P.S. Wciąż cię kocham               | USA                      | Michael Fimognari                                                                          |
| Luty        | 14 lutego 2020(dts)       | Zenek                                                       | Polska                   | Jan Hryniak                                                                                |
| Luty        | 14 lutego 2020(dts)       | Sonic. Szybki jak błyskawica                                | Japonia i USA            | Jeff Fowler                                                                                |
| Luty        | 21 lutego 2020(dts)       | Bad Boy                                                     | Polska                   | Patryk Vega                                                                                |
| Luty        | 21 lutego 2020(dts)       | Zew krwi                                                    | USA                      | Chris Sanders                                                                              |
| Luty        | 28 lutego 2020(dts)       | Niewidzialny człowiek                                       | Australia i USA          | Leigh Whannell                                                                             |
| Marzec      | 2 marca 2020(dts)         | Kod genetyczny                                              | Polska                   | Adrian Panek                                                                               |
| Marzec      | 2 marca 2020(dts)         | Święty                                                      | Polska                   | Katarzyna Buda i Izabela Sikorska-Garbień                                                  |
| Marzec      | 6 marca 2020(dts)         | Sala samobójców. Hejter                                     | Polska                   | Jan Komasa                                                                                 |
| Marzec      | 6 marca 2020(dts)         | Naprzód                                                     | USA                      | Dan Scanlon                                                                                |
| Marzec      | 6 marca 2020(dts)         | Pierwsza krowa                                              | USA                      | Kelly Reichardt                                                                            |
| Marzec      | 8 marca 2020(dts)         | Mały zgon                                                   | Polska                   | Juliusz Machulski, Filip Syczyński i Maciej Kawalski                                       |
| Marzec      | 13 marca 2020(dts)        | Nigdy, rzadko, czasami, zawsze                              | USA i Wielka Brytania    | Eliza Hittman                                                                              |
| Marzec      | 20 marca 2020(dts)        | W lesie dziś nie zaśnie nikt                                | Polska                   | Bartosz M. Kowalski                                                                        |
| Marzec      | 27 marca 2020(dts)        | Wiwarium                                                    | Belgia, Dania i Irlandia | Lorcan Finnegan                                                                            |
| Kwiecień    | 10 kwietnia 2020(dts)     | Trolle 2                                                    | USA                      | Walt Dohrn                                                                                 |
| Kwiecień    | 20 kwietnia 2020(dts)     | Nic nie ginie                                               | Polska                   | Kalina Alabrudzińska                                                                       |
| Kwiecień    | 24 kwietnia 2020(dts)     | Tyler Rake: Ocalenie                                        | USA                      | Sam Hargrave                                                                               |
| Kwiecień    | 25 kwietnia 2020(dts)     | Zła edukacja                                                | USA                      | Cory Finley                                                                                |
| Kwiecień    | 30 kwietnia 2020(dts)     | Szadź                                                       | Polska                   | Sławomir Fabicki, Maciej Bochniak i Anna Kazejak                                           |
| Maj         | 15 maja 2020(dts)         | Scooby-Doo!                                                 | USA                      | Spike Brandt i Tony Cervone                                                                |
| Maj         | 16 maja 2020(dts)         | Zabawa w chowanego                                          | Polska                   | Tomasz Sekielski                                                                           |
| Czerwiec    | 12 czerwca 2020(dts)      | W głębi lasu                                                | Polska                   | Leszek Dawid i Bartosz Konopka                                                             |
| Czerwiec    | 12 czerwca 2020(dts)      | Pięciu braci                                                | USA                      | Spike Lee                                                                                  |
| Czerwiec    | 26 czerwca 2020(dts)      | Eurovision Song Contest: Historia zespołu Fire Saga         | USA                      | David Dobkin                                                                               |
| Lipiec      | 3 lipca 2020(dts)         | Hamilton                                                    | USA                      | Thomas Kail                                                                                |
| Lipiec      | 3 lipca 2020(dts)         | Desperados                                                  | USA                      | LP                                                                                         |
| Lipiec      | 24 lipca 2020(dts)        | The Kissing Booth 2                                         | USA                      | Vince Marcello                                                                             |
| Lipiec      | 31 lipca 2020(dts)        | Nieobliczalny                                               | USA                      | Derrick Borte                                                                              |
| Sierpień    | 14 sierpnia 2020(dts)     | Power                                                       | USA                      | Henry Joost i Ariel Schulman                                                               |
| Sierpień    | 14 sierpnia 2020(dts)     | SpongeBob Film: Na ratunek                                  | USA                      | Tim Hill                                                                                   |
| Sierpień    | 26 sierpnia 2020(dts)     | Tenet                                                       | USA i Wielka Brytania    | Christopher Nolan                                                                          |
| Sierpień    | 28 sierpnia 2020(dts)     | Zieja                                                       | Polska                   | Robert Gliński                                                                             |
| Sierpień    | 28 sierpnia 2020(dts)     | Nowi mutanci                                                | USA                      | Josh Boone                                                                                 |
| Sierpień    | 28 sierpnia 2020(dts)     | Fineasz i Ferb: Fretka kontra Wszechświat                   | USA                      | Bob Bowen                                                                                  |
| Wrzesień    | 4 września 2020(dts)      | Pętla                                                       | Polska                   | Patryk Vega                                                                                |
| Wrzesień    | 4 września 2020(dts)      | Mulan                                                       | USA                      | Niki Caro                                                                                  |
| Wrzesień    | 13 września 2020(dts)     | Ludzie i bogowie                                            | Polska                   | Bodo Kox                                                                                   |
| Wrzesień    | 18 września 2020(dts)     | 25 lat niewinności. Sprawa Tomka Komendy                    | Polska                   | Jan Holoubek                                                                               |
| Wrzesień    | 25 września 2020(dts)     | Tarapaty 2                                                  | Polska                   | Marta Karwowska                                                                            |
| Październik | 2 października 2020(dts)  | Jak zostać gwiazdą                                          | Polska                   | Anna Wieczur-Bluszcz                                                                       |
| Październik | 9 października 2020(dts)  | Z zawiązanymi oczami                                        | Ukraina                  | Taras Dron                                                                                 |
| Październik | 16 października 2020(dts) | Banksterzy                                                  | Polska                   | Marcin Ziębiński                                                                           |
| Październik | 18 października 2020(dts) | Królestwo kobiet                                            | Polska                   | Maciek Bochniak i Michał Gazda                                                             |
| Październik | 19 października 2020(dts) | Miasto długów                                               | Polska                   | Bartosz Prokopowicz, Tomasz Matuszczak, Łukasz Tunikowski, Jan Hryniak i Michał Szcześniak |
| Październik | 23 października 2020(dts) | Kolejny film o Boracie                                      | USA i Wielka Brytania    | Jason Woliner                                                                              |
| Październik | 23 października 2020(dts) | Czyściec                                                    | Polska                   | Michał Kondrat                                                                             |
| Listopad    | 6 listopada 2020(dts)     | Król                                                        | Polska                   | Jan P. Matuszyński                                                                         |
| Listopad    | 13 listopada 2020(dts)    | Życie przed sobą                                            | Włochy                   | Edoardo Ponti                                                                              |
| Listopad    | 17 listopada 2020(dts)    | Żywioły Saszy                                               | Polska                   | Kristoffer Rus                                                                             |
| Grudzień    | 25 grudnia 2020(dts)      | Osiecka                                                     | Polska                   | Robert Gliński i Michał Rosa                                                               |
| Grudzień    | 25 grudnia 2020(dts)      | Wonder Woman 1984                                           | USA                      | Patty Jenkins                                                                              |
| Grudzień    | 28 grudnia 2020(dts)      | Wszyscy moi przyjaciele nie żyją                            | Polska                   | Jan Belcl                                                                                  |
| Grudzień    | 29 grudnia 2020(dts)      | Nieobecni                                                   | Polska                   | Bartosz Konopka                                                                            |

## Zmarli
- 1 stycznia – Krzysztof Leski[71]
- 3 stycznia – Jan Tesarz[72]
- 11 stycznia – Jerzy Kaszycki[73]
- 17 stycznia – Lech Raczak[74]
- 27 stycznia – Tamara Sorbian[75]
- 27 stycznia – Czesław Jaroszyński[76]
- 6 lutego – Romuald Lipko[77]
- 10 lutego – Ewa Greś[78]
- 16 lutego – Jerzy Gruza[79]
- 18 lutego – Leszek Orlewicz[80]
- 19 lutego – Andrzej Popiel[81]
- 27 lutego – Paweł Królikowski[82]
- 6 marca – Wojciech Fiwek[83]
- 7 marca – Ludwik Stomma[84]
- 12 marca – Danuta Balicka[85]
- 18 marca – Emil Karewicz[86]
- 19 marca – Eugeniusz Kabatc[87]
- 24 marca – Bohdan Gadomski[88]
- 28 marca – Winicjusz Chróst[89]
- 29 marca – Krzysztof Penderecki[90]
- 30 marca – Franciszek Szydełko[91]
- 3 kwietnia – Andrzej Mrozek[92]
- 9 kwietnia – Andrzej Strumiłło[93]
- 12 kwietnia – Tadeusz Sabara[94]
- 14 kwietnia – Janusz Wasylkowski[95]
- 28 kwietnia – Andrzej Hrydzewicz[96]
- 28 kwietnia – Teresa Kujawa[97]
- 8 maja – Włodzimierz Niderhaus[98]
- 12 maja – Andrzej Saciuk[99]
- 13 maja – Jerzy Łapiński[100]
- 15 maja – Ryszard Adamus[101]
- 17 maja – Jadwiga Kukułczanka[102]
- 18 maja – Romana Próchnicka[103]
- 18 maja – Andrzej Bizoń[104]
- 9 czerwca – Krystyna Krupska-Wysocka[105]
- 12 czerwca – Włodzimierz Bednarski[106]
- 3 lipca – Marek Wortman[107]
- 4 lipca – Robert Rogalski[108]
- 5 lipca – Marta Stebnicka[109]
- 6 lipca – Jerzy Król[110]
- 6 lipca – Barbara Pec-Ślesicka[111]
- 12 lipca – Mikołaj Klimek[112]
- 17 lipca – Andrzej Strzelecki[113]
- 24 lipca – Wojciech Kostecki[114]
- 24 lipca – Jacek Czyż[115]
- 24 lipca – Ewa Milde-Prus[116]
- 25 lipca – Bernard Ładysz[117]
- 27 lipca – Michał Giercuszkiewicz[118]
- 10 sierpnia – Dariusz Baliszewski[119]
- 11 sierpnia – Maria Kościałkowska[120]
- 12 sierpnia – Agnieszka Kossakowska[121]
- 14 sierpnia – Ewa Demarczyk[122]
- 19 sierpnia – Jacek Korcelli[123]
- 20 sierpnia – Piotr Szczepanik[124]
- 23 sierpnia – Leonard Pulchny[125]
- 23 sierpnia – Maria Janion[126]
- 4 września – Andrzej Gawroński[127]
- 8 września – Edward Mikołajczyk[128]
- 9 września – Gienek Loska[129]
- 11 września – Henryk Łapiński[130]
- 15 września – Jan Krenz[131]
- 17 września – Ryszard Wolański[132]
- 20 września – Ewa Berberyusz[133]
- 28 września – Jan Bógdoł[134]
- 29 września – Joanna Cortés[135]
- 2 października – Dorota Kawęcka[136]
- 4 października – Henryk Boukołowski[137]
- 8 października – Lala Górska[138]
- 15 października – Janusz Ryl-Krystianowski[139]
- 17 października – Ryszard Ronczewski[140]
- 17 października – Juliusz Łuciuk[141]
- 19 października – Ewa Głowacka[142]
- 19 października – Wojciech Pszoniak[143]
- 19 października – Alicja Wahl[144]
- 20 października – Dariusz Gnatowski[145]
- 20 października – Anna Sobolewska[146]
- 22 października – Jerzy Zygmunt Nowak[147]
- 23 października – Janusz Połom[148]
- 24 października – Zbigniew Poprawski[149]
- 24 października – Ludwik Flaszen[150]
- 27 października – Jacek Flur[151]
- 30 października – Agnieszka Fatyga[152]
- 4 listopada – Stanisław Fijałkowski[153]
- 9 listopada – Józef Para[154]
- 12 listopada – Halina Kwiatkowska[155]
- 15 listopada – Janusz Leśniewski[156]
- 15 listopada – Witold Sadowy[157]
- 24 listopada – Andrzej Maria Marczewski[158]
- 27 listopada – Tadeusz Roman[159]
- 2 grudnia – Włodzimierz Rekłajtis[160]
- 5 grudnia – Wojciech Zabłocki[161]
- 6 grudnia – Zbigniew Leraczyk[162]
- 7 grudnia – Katarzyna Łaniewska[163]
- 9 grudnia – Henryk Bardijewski[164]
- 11 grudnia – Jerzy Przeździecki[165]
- 14 grudnia – Hanna Stankówna[166]
- 14 grudnia – Piotr Machalica[167]
- 19 grudnia – Ryszard Kubiak[168]
- 24 grudnia – Sławomir Wesołowski[169]
- 27 grudnia – Mieczysław Morański[170]
- 31 grudnia – Szczepan Szczykno[171]